# مزوتلیوما
مزوتلیوما (انگلیسی: Mesothelioma) نوعی سرطان بدخیم و نادر است که منشأ ان سلولهای مزوتلیوم هستند؛ مانند سرطان ریه با منشأ سلولهای پرده جنب.
سلولهای مزوتلیوم سازنده پرده‌های پوشاننده ریه‌ها، قلب و فضای شکم هستند. اکثر کسانی که دچار مزوتلیومای ریوی می‌شوند، در تماس طولانی با آزبست (پنبه نسوز) قرار داشته‌اند.